# Johan de Graeff
Johan de Graeff, ook Jan de Graeff, vrijheer van Zuid-Polsbroek (Amsterdam, 29 oktober 1673 - aldaar, 12 april 1714) was een Amsterdamse regent uit de 18e eeuw.

## Familie De Graeff
De Graeff, naar zijn pas vermoorde verwant Johan de Witt eveneens Johan genoemd, was afkomstig uit het Amsterdamse geslacht De Graeff dat, samen met de familie Bicker, gedurende een groot deel van de Gouden Eeuw het bestuur over de stad Amsterdam in handen had. Door deze positie hadden zij ook een belangrijke vinger in de pap in het gewest Holland en daarmee ook in de Republiek der Verenigde Nederlanden.
De Graeff was een zoon van Pieter de Graeff en Jacoba Bicker. Hij was een achterneef van Johan de Witt (zoon van de raadpensionaris) en van Joan Huydecoper van Maarsseveen (junior). Hij studeerde rechten aan de Universiteit van Leiden en promoveerde aldaar in 1699. In 1707, na het overlijden van zijn vader, erfde hij diens Zuid-Hollandse goederen, waaronder de hoge heerlijkheid Zuid-Polsbroek. Zijn oudere broer Cornelis kreeg de Nord-Hollandse goederen, waaronder vrije heerlijkheid Purmerland en Ilpendam en Huis Ilpenstein. Na het overlijden van Johan in 1714 vererfden zijn en Cornelis' goederen op Gerrit.

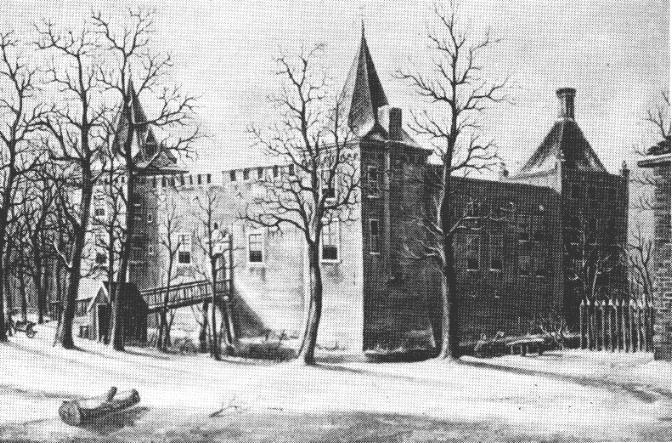
Slot Ilpenstein (Foto uit de tweede helft van de 19e eeuw)

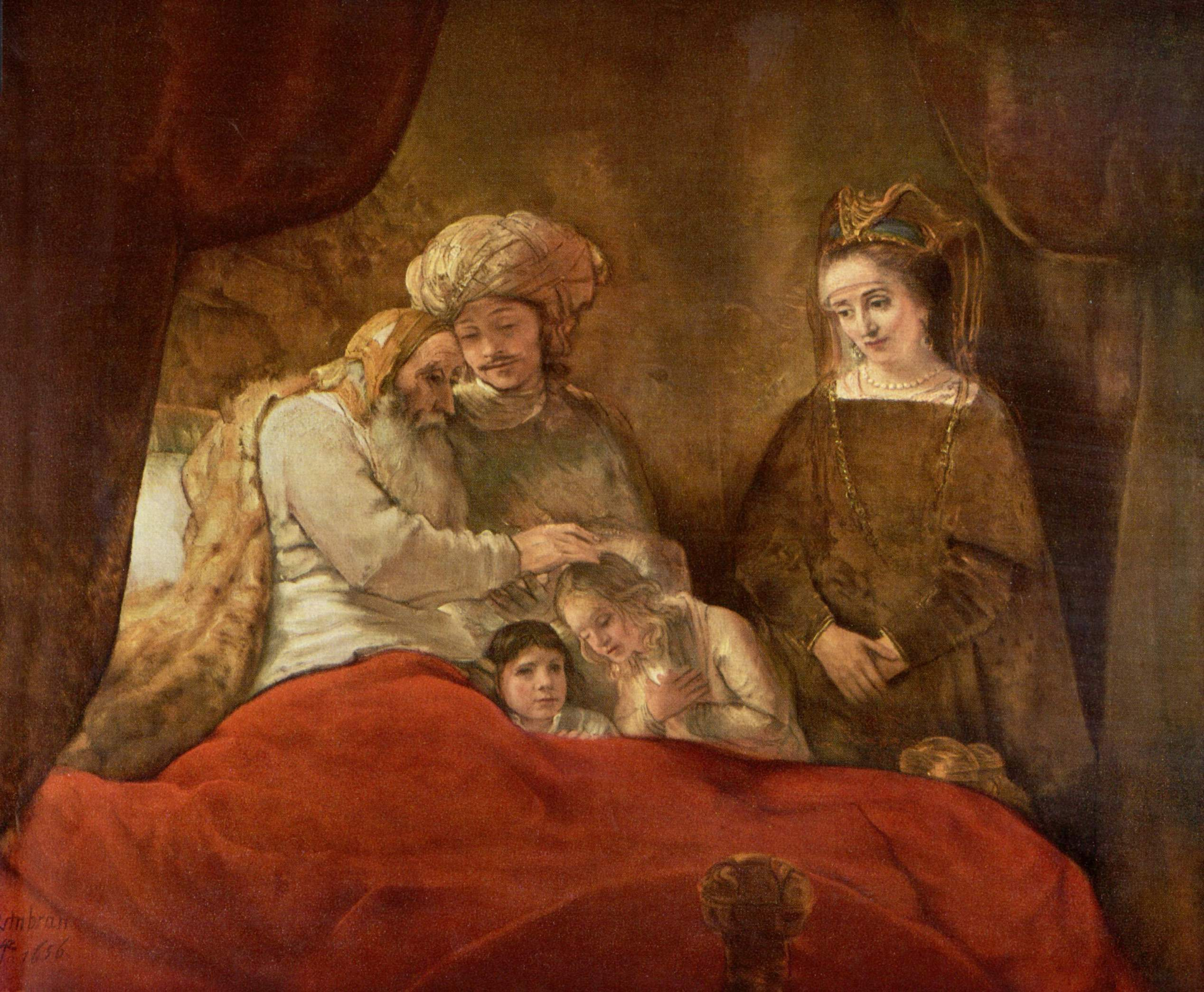
Jacob zegent de zonen van Jozef (1656) geschilderd door Rembrandt van Rijn

In 1709 trad Johan in het huwelijk met Johanna Hooft (1678-1738). Het echtpaar kreeg zes kinderen; vijf dochters, waarvan drie op jonge leeftijd overleden, en een zoon:
- Jacoba Adriana de Graeff (1710-1745), huwde met mr. Jacob Jan de Blocq van Kuffele][3]
- Gerrit de Graeff (1711-1752), huwde met Maria Elisabeth Sautijn en later met Elisabeth Lestevenon
- Alida Johanna de Graeff (1713-1757), gehuwd met mr. François de Witt (1706-1775); op 24 april 1734 erfde zij van haar oudtante Alida de Graeff het Huis van der Graeff.

## Politieke functies
In 1713 werd Johan de Graeff als schepen van Amsterdam benoemd, tussen 1709 en 1714 was hij lid van de vroedschap. Hij werd ook Commissaris van huwelijksche zaken en secretaris van Amsterdam. Johan bewoonde het kasteel Ilpenstein, de hofstede Bronstee onder Heemstede en het huis Vogelsang. Aldaar bewoonde hij een dubbel woonhuis aan de Herengracht (thans nr. 573), het tegenwoordige Tassenmuseum Hendrikje.
Johan de Graeff stierf op 12 april 1714 op kasteel Ilpenstein. Zijn grafkapel bevindt zich in de Hervormde kerk te Ilpendam.

## Varia
- Johan de Graeff was onder meer eigenaar van Rembrandts schilderij Jacob zegent de zonen van Jozef,[5] van Frans Hals zijn schilderij van Catharina Hooft,[6] en van Rembrandts Portret van Andries de Graeff.[7]